# Duingrassluiper
De duingrassluiper (Amytornis oweni) is een zangvogel uit de familie Maluridae (elfjes).

## Verspreiding en leefgebied
Deze soort komt voor in het binnenland van Australië en telt twee ondersoorten:.
- A. o. oweni: westelijk-centraal Australië.
- A. o. aenigma: zuidelijk-centraal Australië.

## Status
De duingrassluiper komt niet als aparte soort voor op de lijst van het IUCN, maar is daar een ondersoort van de witkeelgrassluiper (A. striatus oweni).